# جرمی کلاید
جرمی کلاید (انگلیسی: Jeremy Clyde؛ زادهٔ ۲۲ مارس ۱۹۴۱) بازیگر و موسیقی‌دان اهل بریتانیا است.  وی از سال ۱۹۵۳ میلادی تاکنون مشغول فعالیت بوده‌است. وی دانش‌آموختهٔ کالج ایتن و دانشگاه گرونوبل آلپ و نجیب‌زاده‌ای از تبار آرتور ولزلی (یکمین دوک ولینگتون) است.
از فیلم‌ها یا برنامه‌های تلویزیونی که وی در آن نقش داشته‌است، می‌توان به خاطرات آلن کلارک، تفنگدار، دانتون ابی، تقسیم وراث، بلات در چشم‌انداز، فراطبیعی و گیوم‌تل اشاره کرد.